# Тассай (Туркестанская область)
Тассай (каз. Тассай, до 2000 г. — Лапшино) — упразднённое село в Сайрамском районе Туркестанской области Казахстана. В 2014 году включено в состав города Шымкент и исключено из учетных данных. Входило в состав Тассайского сельского округа. Код КАТО — 515273400.

## Население
В 1999 году население села составляло 2115 человек (1016 мужчин и 1099 женщин). По данным переписи 2009 года, в селе проживало 4786 человек (2224 мужчины и 2562 женщины).